# Sigmaringen (stad)
Sigmaringen is een plaats in de Duitse deelstaat Baden-Württemberg. Het is de Kreisstadt van de Landkreis Sigmaringen. De stad telt 16.916 inwoners.

## Geografie
Sigmaringen heeft een oppervlakte van 92,85 km² en ligt in het zuidwesten van Duitsland.

## Stadsdelen
- Gutenstein
- Jungnau
- Laiz
- Oberschmeien
- Sigmaringen (Kernstadt)
- Unterschmeien

## Geschiedenis

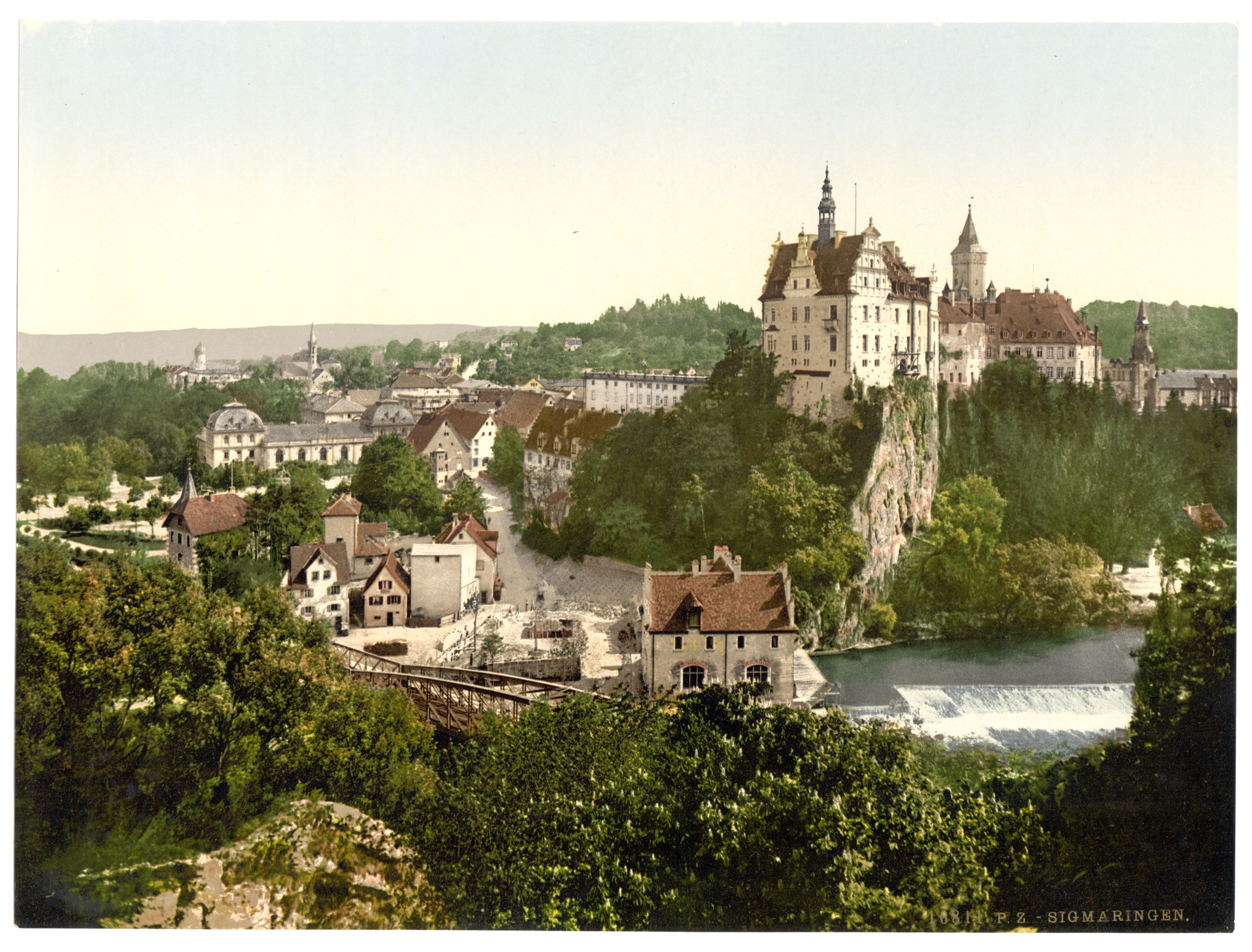
Slot Sigmaringen rond 1900

Sigmaringen werd voor het eerst vermeld in 1077, toen Rudolf van Zwaben de Sigmaringse burcht belegerde. De stad werd in 1250 formeel gesticht en kwam in 1270 in bezit van de graven van Montfort. De plaats ging in 1290 over op de Habsburgers en werd in 1325 verkocht aan Ulrich III van Württemberg. Het kwam in 1399 in het bezit van de graven van Werdenberg en in 1534 van Karel I van Hohenzollern. Na opdeling van het gebied van de Zwabische Hohenzollern in 1576 werd Sigmaringen residentie van het graafschap, sinds 1623 vorstendom Hohenzollern-Sigmaringen.
Vorst Karel Anton stond zijn land in 1849 aan Pruisen af. Sigmaringen maakte hierna deel uit van het Regierungsbezirk Sigmaringen. 
Vanaf eind 1944 tot begin 1945 werd Vichy-Frankrijk officieel vanuit Sigmaringen bestuurd. In 1945/1946 werd de stad door de Franse bezetters bij de deelstaat Württemberg-Hohenzollern gevoegd, die in 1952 opging in Baden-Württemberg.

## Trivia
- Sigmaringen speelt een hoofdrol in Célines Van het ene slot naar het andere.[2]

## Geboren
- Johann Georg van Hohenzollern (1932-2016), prins en kunsthistoricus
- Karl Lehmann (1936-2018), kardinaal
- Pascal Wehrlein (1994), autocoureur

## Partnersteden
- Feldkirch (Oostenrijk)
- Boxmeer (Nederland)
- Thann (Frankrijk)

Bad Saulgau ·
Beuron ·
Bingen ·
Gammertingen ·
Herbertingen ·
Herdwangen-Schönach ·
Hettingen ·
Hohentengen ·
Illmensee ·
Inzigkofen ·
Krauchenwies ·
Leibertingen ·
Mengen ·
Meßkirch ·
Neufra ·
Ostrach ·
Pfullendorf ·
Sauldorf ·
Scheer ·
Schwenningen ·
Sigmaringen ·
Sigmaringendorf ·
Stetten am kalten Markt ·
Veringenstadt ·
Wald